# Henry Rollins

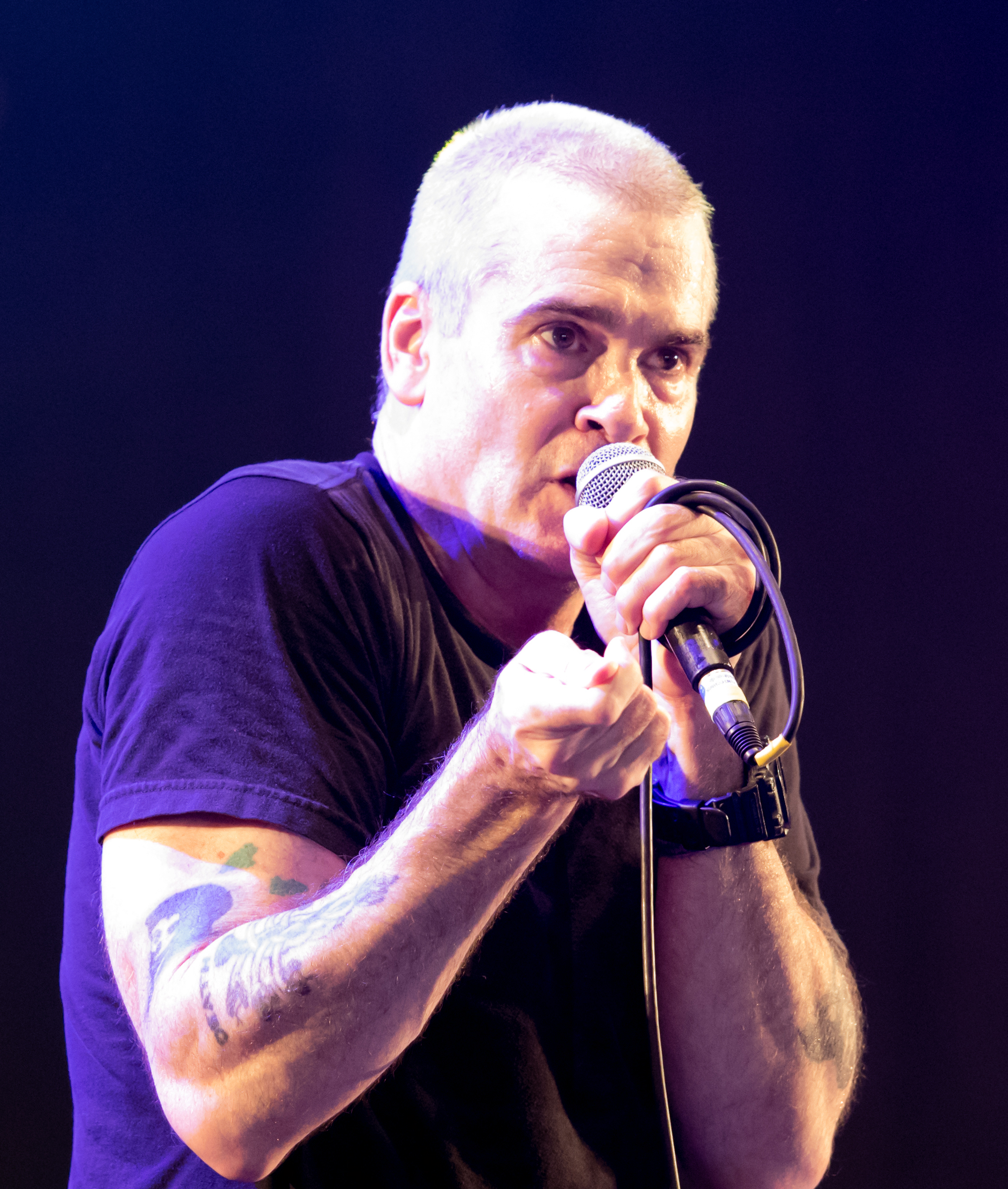
Henry Rollins auf dem Wacken Open Air 2016

Henry Rollins (* 13. Februar 1961 als Henry Lawrence Garfield in Washington, D.C.) ist ein US-amerikanischer Musiker, Spoken-Word-Performer, Schriftsteller und Schauspieler. Ab 1981 wurde er einem größeren Publikum als Sänger der Punk-Band Black Flag bekannt. 1987 gründete er die nach ihm benannte Rock-Band Rollins Band. Neben seiner zusätzlichen Tätigkeit als Schriftsteller ist Rollins regelmäßig mit Spoken-Word-Performances auf Tournee. Seine Sprech- und Literaturveröffentlichungen erscheinen größtenteils im eigenen Verlag 2.13.61.

## Biographie und Werk
Rollins wuchs in Washington auf und besuchte dort in seiner Jugend eine Preparatory School (eine private Form der US-amerikanischen High School). In den späten 1970er-Jahren brachte ihn sein Freund Ian MacKaye mit der lokalen Punk-Szene in Kontakt. Er wurde Mitglied der Band State of Alert, mit der er eine EP veröffentlichte, bevor sich die Band 1981 auflöste.
Im selben Jahr lernte er die Musik der Punk-Band Black Flag kennen und wurde Fan. Bei einem Auftritt der Black Flags in der Peppermint Lounge in New York City bekam er die Gelegenheit, für ein Stück als Gastsänger aufzutreten. Als Black-Flag-Sänger Dez Cadena wenig später zur Gitarre wechselte, wurde Rollins zu Proben eingeladen und Sänger der Gruppe. Sein erstes Album mit Black Flag war 1981 Damaged. Er blieb Mitglied der Band bis 1986.

Rollins in den 1980er Jahren

Mit den Musikern Chris Haskett (Gitarre), Bernie Wandel (Bass) und Mick Green (Schlagzeug) veröffentlichte Rollins 1987 sein erstes Solo-Album Hot Animal Machine, sowie  – unter dem Namen Henrietta Collins and The Wifebeating Childhaters – die EP Drive by Shooting.
Wandel und Green verließen das Projekt und wurden durch Andrew Weiss (Bass) und Sim Cain (Schlagzeug) ersetzt. In der neuen Besetzung wurde eine, schlicht Henry Rollins Live betitelte, Split-LP mit der niederländischen Band Gore veröffentlicht. Die Besetzung Rollins, Haskett, Weiss, Cain blieb zusammen und firmierte fortan als Rollins Band.
Neben seinen eigenen Musikprojekten gründete Rollins im Jahr 1984 den Verlag 2.13.61. (englisch ausgesprochen als ”two-thirteen-sixty-one”), benannt nach seinem Geburtsdatum. Außer seinen eigenen Büchern und Spoken-Word-Alben erscheinen dort auch die Werke anderer Musiker und Autoren. Im Jahre 1993 komponierte und spielte er mit der Band Tool das Lied Bottom, das auf deren Album Undertow erschien.
Am 19. Dezember 1991 geriet Rollins zusammen mit seinem besten Freund Joe Cole (* 10. April 1961), der für Black Flag und die Rollins Band als Bühnenarbeiter tätig war, in einen bewaffneten Raubüberfall, in dessen Verlauf Cole getötet wurde. Nach dem Besuch eines Konzerts der Grunge-Rock-Band Hole in dem Musikclub Whisky a Go Go in West Hollywood begaben sich Rollins und Cole auf den Nachhauseweg. Als sie vor ihrer gemeinsamen Wohnung im Stadtteil Venice in Los Angeles ankamen, verlangten zwei Männer mit vorgehaltener Waffe die Herausgabe von Bargeld. Da Rollins und Cole jedoch nur 50 Dollar bei sich trugen, zwangen sie Rollins, ins Haus zu gehen und mehr Geld zu holen. In der Zwischenzeit töteten die Verbrecher Cole durch einen Schuss ins Gesicht. Rollins konnte durch den Hinterausgang des Gebäudes flüchten und die Polizei alarmieren. Anfangs stand er selbst unter Mordverdacht, weshalb die Polizei ihn für zehn Stunden in Gewahrsam nahm. Die Tat wurde nie aufgeklärt. Die amerikanische Noise-Rock-Band Sonic Youth verarbeitete diese Geschichte in ihren Songs JC und 100%, die auf dem 1992 erschienenen Album Dirty zu hören sind.
Mitte der 1990er trat Rollins erstmals als Video Jockey beim Musiksender MTV auf und erschien seitdem regelmäßig in US-Radio- und -Fernsehen. Er hatte eine eigene wöchentliche Radiosendung mit dem Titel Harmony in My Head, die von Mai bis Dezember 2004 und wieder seit Dezember 2005 von dem lokalen Sender Indie 103.1 in Los Angeles ausgestrahlt wurde. Außerdem liefen zwanzig Folgen seiner Fernseh-Talkshow The Henry Rollins Show von 1. April bis 26. August 2006 auf dem amerikanischen Sender IFC. In Bezug auf seinen Gesangsstil erklärte Rollins in einer Folge der deutschen Fernsehsendung Durch die Nacht mit …, die im Juli 2006 auf dem Kultur-TV-Sender Arte ihre Erstausstrahlung hatte, im Gespräch mit der Künstlerin Shirin Neshat: „Es ist nur laut und klingt wie eine Maschine. Es ist nicht kunstvoll, aber es bringt das Wesentliche rüber.“ (auf Englisch: „It's just loud and it sounds like a machine turned on. It's real. It's not artistic but it gets the point across.“)
Rollins spielte auch in zahlreichen Serien und Spielfilmen wie Lost Highway, The Chase, Johnny Mnemonic und Bad Boys II und ist auch im Videospiel Def Jam: Fight for NY anzutreffen. Seine erste Spielfilmrolle war in Lydia Lunchs Werk Kiss Napoleon Goodbye (1990). Im Actionfilm Heat von 1995 verkörpert er in einer kleinen Nebenrolle einen grimmigen Gehilfen des organisierten Verbrechens, der von Hauptdarsteller Al Pacino in dessen Rolle als polizeilicher Ermittler durch eine breite Glasfront auf einen Balkon gestoßen wird. Im Jahre 2012 stand er als brutaler Kidnapper in Gabriel Carrers Thriller In the House of Flies als The Voice vor der Kamera. Seine erste Hauptrolle spielte er 2015 in dem Sozialdrama He Never Died, in dem Rollins einen unsterblichen kannibalistischen Engel darstellt, der seit Jahrhunderten auf der Erde wandelt.
Um 2006 traf Rollins, wie er im Broken Record Podcast im Dezember 2021 schilderte, die Entscheidung, das aktive Musikmachen zu beenden, wegen fehlender Inspiration für neue Songtexte. Seitdem verlagerte er sich verstärkt auf Bühnenprogramme mit Spoken-Word-Performances, das Moderieren von Radio- und TV-Sendungen, das Schauspielfach und das Schreiben von Büchern.
Viele Jahre lebte Henry Rollins in Los Angeles, wo sich auch der Firmensitz seines Verlages befand. Rollins wohnte dort in einem Haus, das er dem Schlagzeuger Tommy Lee von Mötley Crüe abgekauft hatte. Wegen eines finnischen Stalkers, der ihm nachstellte und nachts in sein Haus einbrach, kehrte Henry Rollins jedoch der Stadt Los Angeles den Rücken und lebt mittlerweile in Nashville, Tennessee.
Er ist bekannt für seine Vorliebe für Tätowierungen und Gewichtheben, sowie für seine strikte Ablehnung von Nikotin, Alkohol und anderen Drogen. In der Fernsehsendung Durch die Nacht mit … des deutschen TV-Kultur-Kanals Arte erzählte Rollins im Juli 2006, in seinem Leben bislang nur dreimal betrunken gewesen zu sein, einmal als 17-Jähriger, und nur einmal einen Joint geraucht zu haben.

## Veröffentlichungen

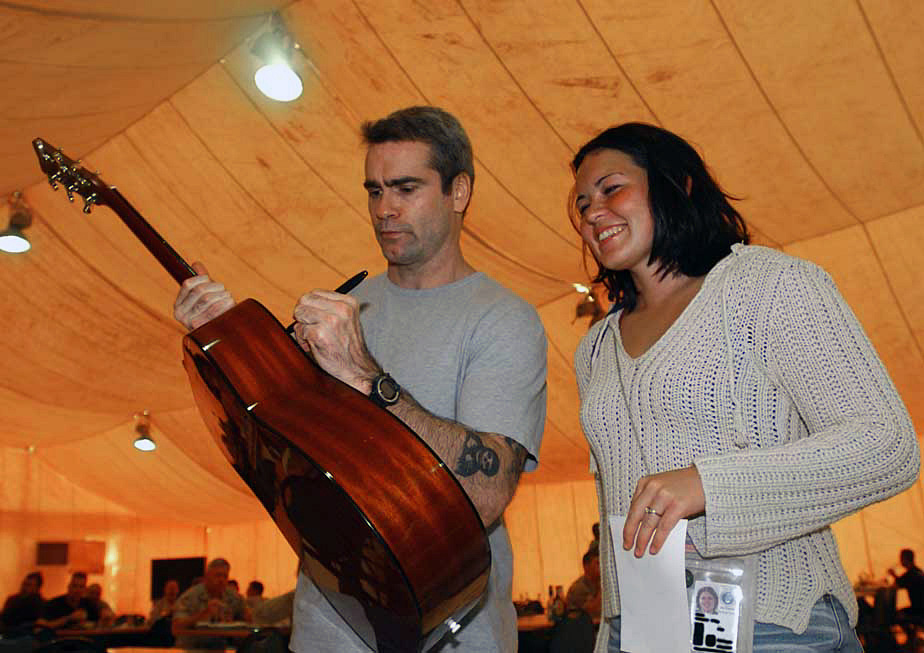
Henry Rollins auf USO-Tour im Irak (2003)

### Solo-Alben
(Die Band-Alben finden sich in den Hauptartikeln Black Flag und Rollins Band.)
- 1987: Drive by Shooting (Henrietta Collins and The Wifebeating Childhaters)
- 1987: Hot Animal Machine
- 1987: Henry Rollins Live (Split-LP mit der niederländischen Band Gore)
- 2000: Laughing Man in the Devil Mask

### Spoken Word, Audio
- 1987: Short Walk on a Long Pier
- 1987: Big Ugly Mouth
- 1989: Sweatbox
- 1990: Live at McCabe’s
- 1992: Human Butt
- 1992: Deep Throat
- 1993: The Boxed Life
- 1993: In Conversation Interview Disc
- 1993: Rollins Speaks – Special (Radio) Edits
- 1994: Get in the Van: On the Road with Black Flag (Hörbuch)
- 1996: Everything (Hörbuch)
- 1997: Black Coffee Blues (Hörbuch)
- 1998: Think Tank
- 1999: Eric the Pilot
- 2001: A Rollins in the Wry
- 2001: Live at the Westbeth Theater
- 2003: Nights Behind the Tree Line (Hörbuch)
- 2003: Talk Is Cheap Vol I
- 2003: Talk Is Cheap Vol II
- 2004: Talk Is Cheap Vol III
- 2004: Talk Is Cheap Vol IV
- 2005: Shock & Awe

### Filmografie (Auswahl)
- 1990: Kiss Napoleon Goodbye
- 1994: Highway Heat (The Chase)
- 1995: Vernetzt – Johnny Mnemonic (Johnny Mnemonic)
- 1995: Heat
- 1997: Lost Highway
- 1998: Jack Frost
- 2002: The New Guy
- 2003: Bad Boys II
- 2005: Feast
- 2006: Alibi – Ihr kleines schmutziges Geheimnis ist bei uns sicher (The Alibi)
- 2006: Jackass: Nummer Zwei (Jackass: Number Two)
- 2007: Wrong Turn 2: Dead End
- 2007: Californication (Fernsehserie, Episode 1x05)
- 2009: Sons of Anarchy (Fernsehserie, 11 Episoden)
- 2009: The Devil’s Tomb
- 2009: Suck – Bis(s) zum Erfolg (Suck)
- 2013: Hawaii Five-0 (Fernsehserie, Episode 3x22)
- 2015: He Never Died
- 2015: Gutterdämmerung
- 2016: The Last Heist
- 2017: Z Nation (Fernsehserie, 3 Episoden)
- 2018–2019: Deadly Class (Fernsehserie, 3 Episoden)
- 2019: Now Apocalypse (Fernsehserie, 2 Episoden)
- 2021: Masters of the Universe – Revelation (Fernsehserie, Stimme)

### Spoken Word, Video
- 1993: Talking From the Box (Video)
- 1997: You Saw Me Up There (Video)
- 2001: Talking ../Live in London (DVD)
- 2001: Up for It (DVD)
- 2002: Live at Luna Park (DVD)
- 2005: Shock & Awe (DVD)
- 2006: In the Conversation Pit (DVD)
- 2007: Provoked

### Videospiele
- 2004: Def Jam Fight for NY

### Bücher

#### Ins Deutsche übersetzt
- Solipsist. Miranda, ISBN 3-9347-9005-4.
- Pissing in the Gene Pool. Miranda, ISBN 3-9347-9002-X.
- Art to Choke Hearts. Miranda, ISBN 3-9347-9003-8.
- Eye Scream. Miranda, ISBN 3-9347-9004-6.

#### Auf Englisch erschienen
- High Adventure in the Great Outdoors. 2.13.61.
- Art to Choke Hearts & Pissing in the Gene Pool. 2.13.61.
- Bang. 2.13.61.
- One From None. 2.13.61.
- Black Coffee Blues. 2.13.61.
- See a Grown Man Cry. 2.13.61.
- Now Watch Him Die. 2.13.61.
- Get in the Van. 2.13.61.
- Eye Screem. 2.13.61.
- Do I Come Here Often? – Black Coffee Blues Pt. 2. 2.13.61.
- Smile, You’re Traveling – Black Coffee Blues Pt. 3. 2.13.61.
- Broken Summers. 2.13.61.
- Roomanitarian. 2.13.61.
- Fanatic!. 2.13.61.
- A Dull Roar. 2.13.61.
- Henry Rollins: Talks. Talks with Robert Fischer. Pictures by Yvonne Baumann. Production by Laurence Desarzens. Zürich: Action Press, 1989.